# Мифодрама
Мифодрама — это метод психотерапии, терапевтический эффект которого достигается путём драматической постановки мифологических сюжетов. В основе мифодрамы лежит психодрама и социодрама — методы, разработанные основателем групповой психотерапии Якобом Леви Морено.
Эффективность мифодрамы зависит от точности выбора мифологического сюжета и от правильной организации мифодраматического действия.
За счёт разнообразия мифологических сюжетов вероятность для участника найти созвучный ему мотив многократно увеличивается. В любом случае, мифодрама актуальна настолько, насколько архетипичен (универсален) используемый ею миф.
Первым из психотерапевтов, кто положил в основу своего учения тот факт, что содержание мифа и содержание человеческой души имеют что-то общее, был Карл Густав Юнг: «Понятие архетипа…вытекает из многочисленных наблюдений над мифами и сказками мировой литературы, которые, как оказалось, содержат устойчивые мотивы, которые неожиданно обнаруживаются повсюду. Мы встречаем эти же мотивы в фантазиях, снах, бреде, галлюцинациях индивидов, живущих сегодня». Итак, речь идёт об «устойчивых мотивах», которые лежат в основе как мифологической, так и психической реальности. Проблема возникает, когда мы задаемся вопросом о том, соответствует ли данный миф проблеме клиента — и это уже вопрос об интерпретации мифа.
Можно выделить следующие формы мифодрамы:
- По применяемым психодраматическим техникам:
  - Психодраматическая.
  - Социодраматическая.
  - Монодрама.
  - Структурированные упражнения.
- По числу участников:
  - Индивидуальная
  - Групповая
- По ориентации на сюжет:
  - Свободная
  - Структурированная

Психодраматическая мифодрама. Мифодрама имеет форму психодрамы: есть протагонист, над чьей темой работает вся группа, обязателен обмен ролями. Как правило, задействована только часть группы. Возможен выход за пределы мифодраматической сцены.
Социодраматическая мифодрама. В мифодраме задействованы все участники группы, протагониста нет, терапевтический эффект достигается за счёт расширения контекста той проблемы, с которыми участники пришли на группу. Обмен ролями минимален, поощряются спонтанные реакции из ролей.
Монодрама. Участвуют только директор и протагонист, проводится в рамках индивидуального сеанса. Чётко определена тема протагониста, заключен контракт на работу, под тему подбирается мифологический сюжет и в соответствие с темой строится действие.
Структурированные упражнения. Из мифа заранее вычленяется кусок сюжета, строго соответствующий определённой теме (например, «ревность»). Чётко определяются роли и пространство действия. Протагонистами участники группы становятся попеременно. Участвует вся группа или часть группы.
Как и любое психодраматическое действие, мифодрама начинается с разогрева группы. Разогрев позволяет поднять уровень энергии участников и настроиться на определённые темы. Разогревы могут быть двигательными или медитативными.
После разогрева ведущий озвучивает группе содержание мифа.
Затем сюжет разбивается на сцены и обозначается пространство действия каждой сцены.
Как и в любом действии, основанном на принципах психодрамы, в мифодраме работают такие техники как обмен ролями, дублирование, зеркало, реплики в сторону. Однако они, разумеется, имеют в мифодраме свою специфику.
Обмен ролями не является в мифодраме основным приёмом, как в психодраме, к нему следует прибегать только в случае конфликта, заминки в действии.